# ダン・スワノ
ダン・スワノ（Dan Swanö, 1973年3月10日 - )は、ヘヴィメタル（特にデスメタル）をメインジャンルとしつつも多方面で活動しているスウェーデン出身のミュージシャン、音楽プロデューサー。オーペスのミカエル・オーカーフェルトと互いに影響を与え合い、共に70年代のプログレッシブ・ロックとデスメタルを組み合わせたスタイルを作り上げたことで著名である。
また、エッジ・オブ・サニティの実質的リーダーとしてメロディックデスメタルの発展に大きく貢献した。

## プレイスタイル
ヴォーカル、ギター、ベース、キーボード、ドラム、プログラミングなど、全てをこなすマルチプレイヤーである。
どれも一聴してダン・スワノだと分かるほど特徴的なフレージングと音作りをしている。また彼がメロデス黎明期にプロデュースしたバンドも少なからずこの音作りに近いものに仕上がっている。
エッジ・オブ・サニティの『CRIMSON』では実験的に変則チューニングを用いるなどしている。どういったチューニングか詳細には語られていないが、アルバムではギターにあわせて、ベースなども極端なセッティングにしているようで、他に全く例のない独自の仕上がりとなっている。
左利き（レフティ）である。珍しいことに、レフトハンドモデルではなく、通常の右利き用のギターをそのまま逆に構えて使用している。そのため通常とは上下が入れ替わり、1弦が上側に、6弦が下側になっている。

## 影響
幼少期にはキッス、ジューダス・プリースト、ダスト、ラモーンズ、ユーライア・ヒープ、モキシーなどを愛聴していた。エクストリームメタルの中では、デス、ペスティレンス、ヴォイヴォド、セルティック・フロスト、キャンドルマスからの影響を語っている。あるインタビューではお気に入りのプログレッシブ・ロック・アルバムとして、ジェネシスのSELLING ENGLAND BY THE POUND、カンサスのLEFT OVERTURE、マリリオンのSEASONS END、SPOCK'S BEARDのTHE KINDNESS OF STRANGERS、U.K.のDANGER MONEYを挙げている。人生を変えたメタルのアルバムはデスの“Leprosy”、マーシフル・フェイトの“Don’t break the oath”と“Melissa”、ジューダス・プリーストの“運命の翼”と“背信の門”、W.A.S.P.の“魔人伝”だという。

## 主な参加バンド
- エッジ・オブ・サニティ（EDGE OF SANITY）

メロディックデスメタルバンド。現在にも繋がるシーンの基盤を築いたバンドの一つといってもいいだろう。ただしエッジ・オブ・サニティ自体はオーソドックスとは言いがたい実験的なスタイルで、スワノ独自の複雑なメロディが際立った個性的なバンドであった。
- ナイチンゲール（NIGHTINGALE）

ゴシック・ロック・バンド。元来はエッジ・オブ・サニティで使えないマテリアルを作品化することが目的のプロジェクトであった。
- ブラッドバス（BLOODBATH）

スウェディッシュデスメタル界の大物が集まったスペシャルプロジェクト。ドラムを1998年から2004年迄つとめ、後にギターにコンバートされた。

## ソロアルバム
- Dan Swanö『Moontower』（1998）

ラッシュ、ÄNGLAGÅRD、Arena、LANDBERKから影響を受けた作風となっている。また、オーペスの3rdアルバムからもインスピレーションを得たという。